# Podvelka

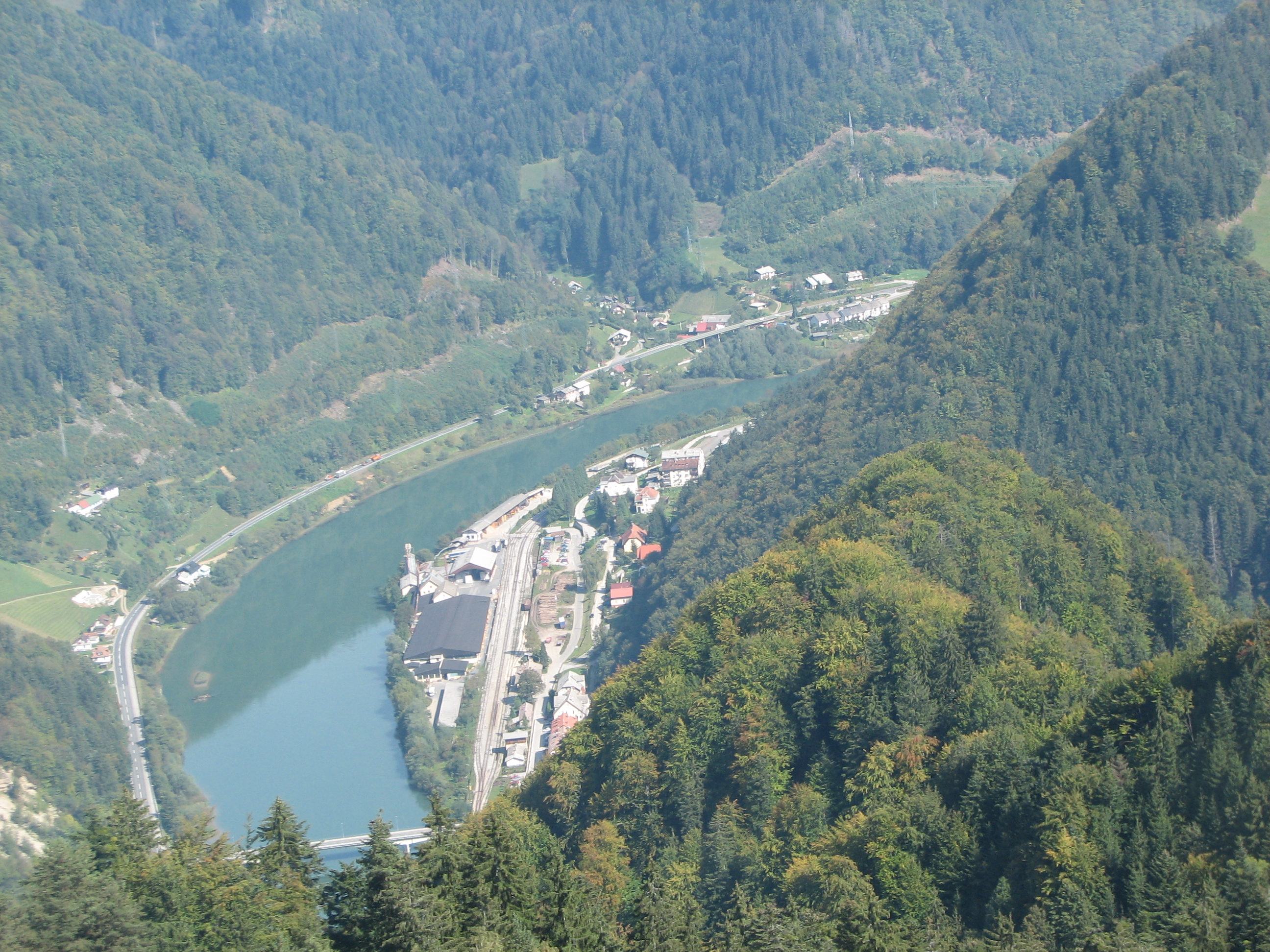
Luftaufnahme des kleinen Hauptortes Podvelka.

Podvelka (deutsch: Podwölling) ist der Hauptort und Verwaltungssitz der Gemeinde Podvelka in Slowenien. Er liegt in der historischen Landschaft Spodnja Štajerska (Untersteiermark), Region Koroška (Unterkärnten).